# Войчешть (комуна)
Войчешть, Войчешті (рум. Voicești) — комуна у повіті Вилча в Румунії. До складу комуни входять такі села (дані про населення за 2002 рік):
- Войчешть (1179 осіб)
- Войчештій-дін-Вале (257 осіб)
- Тігіна (350 осіб)

Комуна розташована на відстані 144 км на захід від Бухареста, 55 км на південь від Римніку-Вилчі, 49 км на північний схід від Крайови.

## Населення
За даними перепису населення 2002 року у комуні проживали 1786 осіб. Усі жителі комуни рідною мовою назвали румунську. За віросповіданням усі жителі комуни — православні.
Національний склад населення комуни:
| Національність | Кількість осіб | Відсоток |
| -------------- | -------------- | -------- |
| румуни         | 1719           | 96,2%    |
| цигани         | 12             | 0,7%     |